# 衡阳轨道交通
衡阳轨道交通，为中华人民共和国湖南省衡阳市规划建设的轨道交通项目。目前衡阳胶轮有轨电车已经完成勘察设计招标，云轨试验段耒水大桥已开工建设，已经和比亚迪签订合作协议，轨道交通制式拟选用为胶轮有轨电车和单轨。

## 建设历程
2017年，比亚迪（衡阳）轨道交通智能制造产业园奠基。10月13日，衡阳“云轨”实车亮相太阳广场。12月5日，衡阳市云轨交通科技有限公司成立。10日，衡阳旅游示范线云轨试验段耒水大桥开工建设。同年，雷华考察比亚迪集团，廖炎秋率队考察重庆轨道交通。2018年，衡阳比亚迪实业有限公司跨座式单轨（云轨）产业项目环评拟审批公示发布。8月23日，衡阳市轨道交通线网及近期建设规划环境影响评价第二次公示发布。9月，衡阳和比亚迪云轨签订合作协议。2019年3月，衡阳市委书记郑建新提出发展云轨产业 跑出中小城市经济发展加速度。4月10日，廖炎秋会见中铁设计集团董事长李寿兵，共同推进胶轮有轨电车项目早日建成。7月29日，衡阳轨道交通勘察设计中标候选人公示。8月9日，衡阳轨道交通发展有限公司到长沙轨道交通公司考察学习。同年，《衡阳市城市轨道交通线网及近期建设规划环境影响报告书》顺利通过国家生态环境部审查。衡阳发改委正力争《近期建设规划》早日获得国务院最终批复并启动项目建设以及协助推进衡阳市胶轮有轨电车示范线建设。